# Sélection de la ville hôte pour les Jeux olympiques de 2020
Pour l'organisation des Jeux olympiques et paralympiques d'été de 2020, cinq villes requérantes ont déposé un dossier auprès du Comité international olympique, mais le CIO en a retenu trois le 23 mai 2012.

## Échéancier de sélection
Le calendrier de sélection de la ville hôte a été approuvé par la commission exécutive du Comité international olympique (CIO), :
- 16 mai 2011 — Le CIO envoie des lettres invitant les comités nationaux olympiques (CNO) à soumettre les candidatures.
- 1er septembre 2011 — Date limite de soumission des noms des villes requérantes par les CNO.
- 15 février 2012 — Envoi des dossiers des villes requérantes et lettres de garantie au CIO.
- 23 mai 2012 — La commission exécutive du CIO (à Québec) décide quelles villes seront retenues comme villes candidates.
- 7 janvier 2013 — Remise des dossiers officiels de candidature.
- 4 au 7 mars 2013 — Visite de la commission d'évaluation du CIO à Tokyo.
- 18 au 21 mars 2013 — Visite de la commission d'évaluation du CIO à Madrid.
- 24 au 27 mars 2013 — Visite de la commission d'évaluation du CIO à Istanbul.
- 25 juin 2013 — Rapport de la commission d'évaluation[4].
- 7 septembre 2013 — 125e session du CIO à Buenos Aires - Élection de la ville hôte des Jeux olympiques en 2020 et signature du contrat ville hôte. Tokyo l'emporte face à Istanbul par 60 voix contre 36 au deuxième tour de scrutin[5].

## Villes candidates
La liste des six villes requérantes a été annoncée par le CIO le 2 septembre 2011. Bien que retenue, la ville de Rome a retiré sa candidature in extremis, le gouvernement italien décidant de refuser son soutien à la veille du dépôt définitif des dossiers le 14 février 2012. Les villes requérantes étaient donc finalement cinq.

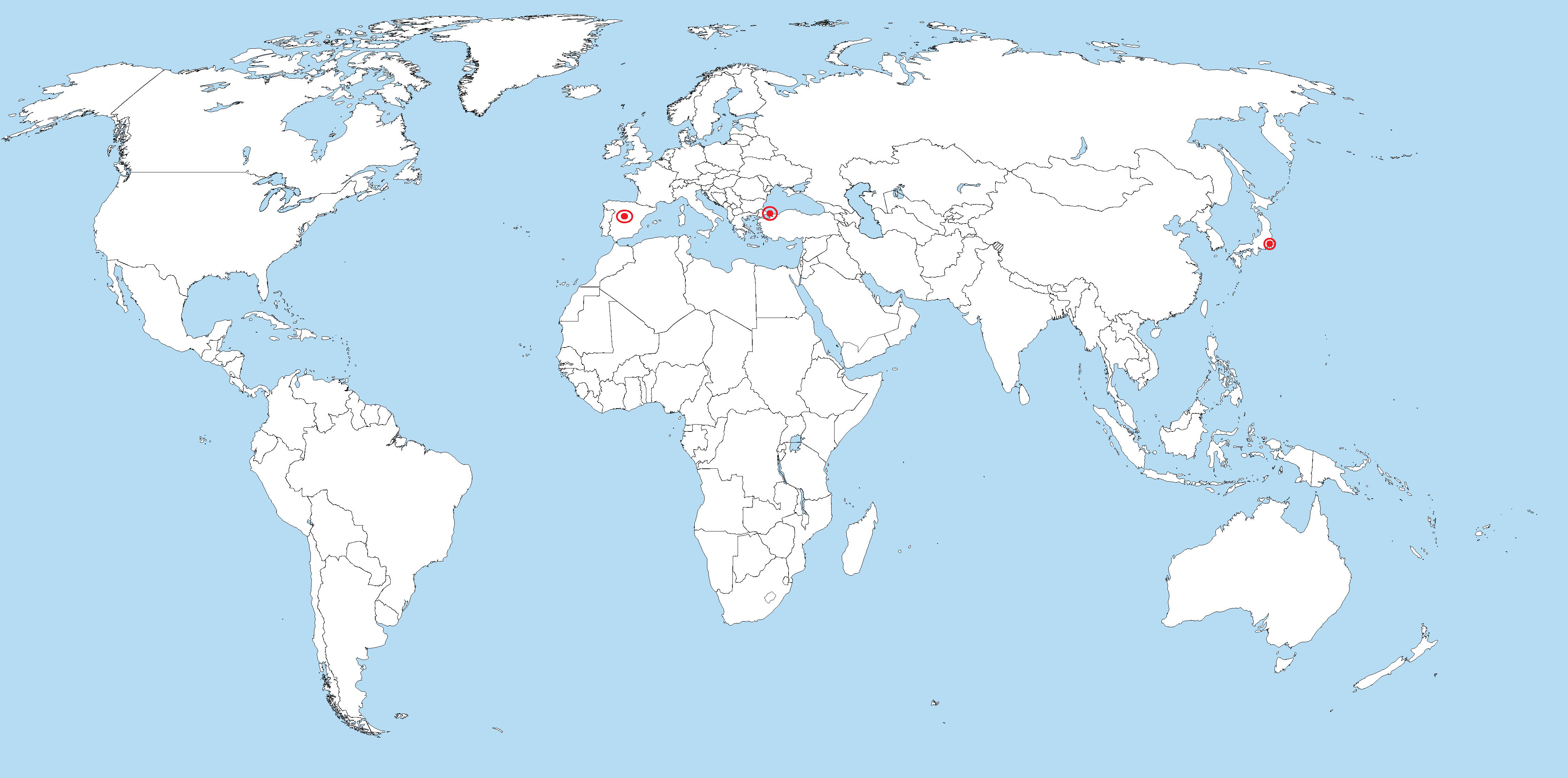
La localisation des 3 villes candidates retenues dans le monde.

Finalement, le 23 mai 2012, la commission exécutive du CIO a éliminé Doha et Bakou, donc les trois villes candidates sont, dans l'ordre officiel défini par le CIO
- Istanbul (Turquie), proposée lors de la 123e session du CIO à Durban le 7 juillet 2011 et confirmée comme étant la candidature officielle turque le 24 juillet 2011. C'est la cinquième candidature de la ville qui est un pont entre l'Europe et l'Asie (2000, 2004, 2008 et 2012). Cette candidature est confirmée par le Premier ministre turc, Recep Erdoğan le 13 août 2011 ; la ville propose un projet estimé à 15,1 milliard d’euros[9].
- Tokyo (Japon), le comité olympique japonais, avec l'appui du gouvernement métropolitain de la ville de Tokyo, a proposé la candidature de la ville à la suite de la défection d'Hiroshima[10]. Mais le 7 juillet, La Repubblica annonce un retrait possible de Tokyo ainsi que de Paris, alors que l'échéance approche. Le choix de Pyeongchang en 2018 rendait en effet plus difficile une candidature de Tokyo deux ans après. Malgré cela, le 15 juillet 2011, le président du comité national olympique japonais, Tsunekazu Kaneda, en présence de Jacques Rogge, rend officielle la candidature de la ville après l'échec de 2016, alors que la ville semblait avoir le meilleur dossier ; la capitale nippone a misé sur un projet raisonnable, ultra-compact (85 % des épreuves se tiendront, en ville, dans un rayon de seulement 8 kilomètres autour du Village olympique). Le coût estimé du budget est de 3,4 milliards d’euros[9].

- Madrid (Espagne), proposée le 1er juin 2011 et confirmée en juillet par Ana Botella, la maire de la ville qui envisage des infrastructures à faible coût restant à construire (80 % environ sont déjà réalisées) Lourdement endettée, Madrid a présenté une candidature low-cost, reposant sur des équipements sportifs en grande partie déjà construits (28 sur 35). De plus, l’Espagne bénéficie d’un savoir-faire dans l’organisation de ce type d’évènement sportif. Le coût estimé de son projet s’élevait au total à 2,4 milliards d’euros[9].

Logo de la candidature d'Istanbul.
Logo de la candidature de Tokyo.
Logo de la candidature de Madrid.

## Villes requérantes
Deux villes ont été éliminées par le CIO le 23 mai 2012 :
- Bakou (Azerbaïdjan). Candidature officialisée le 31 août 2011[12]. C'est la deuxième candidature de la ville et du pays (après l'échec de 2016) ;
- Doha (Qatar). Candidature officialisée le 26 août 2011[13]. Tout comme Bakou, il s'agit de la deuxième candidature de la ville après n'avoir pas été sélectionnée en tant que ville candidate pour 2016.

Logo de la candidature de Bakou.
Logo de la candidature de Doha.

## Candidature abandonnée
- Rome (Italie). Ville proposée par le CONI et son président Gianni Petrucci, le 19 mai 2010 (Venise, autre ville candidate est alors écartée). Rome a déjà organisé les Jeux en 1960. Alors qu'elle était donnée largement favorite par les bookmakers, en raison du faible nombre de candidatures, le gouvernement de Mario Monti en lui refusant sa garantie financière, obligatoire pour le CIO, pousse la ville à renoncer le 14 février 2012 par peur d'un engagement budgétaire trop important en période de crise[14].

Logo de la candidature de Rome.

## Autres villes ayant envisagé une candidature
- Afrique du Sud : le 26 mai 2011, le pays renonce à être candidat. Durban, Port Elizabeth et Johannesburg étaient pressenties pour représenter le pays dans la course à l'obtention de ces Jeux[15].

- Australie : le pays renonce à présenter la candidature de Hobart.

- Canada : Toronto a officiellement renoncé le 12 août 2011, arguant du fait qu'une candidature coûterait cher à la ville.

- États-Unis : le Comité olympique américain a annoncé dans un premier temps qu'il n'y aurait aucune candidature des États-Unis pour 2020, arguant des échecs cuisants de New York pour les Jeux olympiques d'été de 2012 et de Chicago pour les Jeux olympiques d'été de 2016. Le 22 août 2011, les États-Unis renoncent définitivement à présenter une candidature malgré des pressions de dernière minute de Las Vegas.

- France : En juillet 2011, le CNOSF renonce à déposer une candidature française pour 2020.

- Japon : après avoir été un temps candidate, Hiroshima a finalement retiré sa candidature en juin 2011 laissant la voie libre à Tokyo pour représenter le pays[16].

- République tchèque : Prague jette l'éponge en juin 2011.

## Vote
Le vote a eu lieu le 7 septembre 2013 à Buenos Aires (Argentine).
La ville organisatrice des Jeux de la XXXIIe Olympiade a été élue et annoncée à 22 h 20, heure de Paris, le 7 septembre 2013 : il s'agit de Tokyo, qui a battu Istanbul au 2e tour. La ville de Madrid avait été éliminée lors du 1er tour, avec les votes suivants :
| Tokyo    | Japon   | 42 |    | 60 |
| Istanbul | Turquie | 26 | 49 | 36 |
| Madrid   | Espagne | 26 | 45 | -  |